# The Way Ahead (Album)
The Way Ahead ist ein Jazz-Album von Archie Shepp,  aufgenommen am 29. Januar 1968 und im gleichen Jahr auf Impulse! Records veröffentlicht.

## Das Album
The Way Ahead ist Archie Shepps erstes Album mit Piano-Begleitung; es schöpft aus dem Dunstkreis der Musik von Duke Ellington und Ben Webster, umkreist den Bebop und spielt sich schließlich in der turbulenten, freieren Ästhetik der 1960er Jahre ab. „Shepp scheint dabei das Potenzial freien Solo-Spiels über quasi eher konventionellen, beständig harmonischen Strukturen zu erforschen. Dazu passt es, dass er für diese Session zu dem eher traditionellen Pianisten Dave Burrell gegriffen hat“, so Richard Cook und Brian Morton in ihrer Analyse des Albums, das sie in ihrem Penguin Guide to Jazz on CD mit der Höchstnote von vier Sternen bewerten.
Das Personal dieser Januar-Session hatte sowohl in den etablierten wie in den freieren Formen des Jazz Erfahrung; der Trompeter Jimmy Owens hatte vorher mit Mingus gearbeitet, aber auch mit Slide Hampton, Herbie Mann, Hank Crawford und Kenny Barron. Der Posaunist Grachan Moncur III kam durch seine Mitgliedschaft bei Art Farmer/Benny Golsons Jazztet zu Ansehen; der künstlerische Durchbruch kam 1962 bei Jackie McLean. Dessen erstes Album sollte Moncurs Komposition „Frankenstein“ enthalten, die später auch auf The Way Ahead erschien. 1966 wirkte er schon bei Shepps Impulse-Debütalbum Mama Too Tight mit. Walter Davis Jr. war ein Hardbop-Pianist mit starkem Blues-Feeling und Kenntnis der komplexen Strukturen Bud Powells. Ansehen erwarb er sich bei Art Blakey und Max Roach. Bassist Ron Carter war zu dieser Zeit Mitglied des Miles Davis Quintetts. Der Platz am Schlagzeug wurde geteilt zwischen Beaver Harris und Roy Haynes. Haynes ist auf diesem Album auf den beiden Titel ohne Klavier zu hören, auf „Fiesta“ und „Sophisticated Lady“. Bei den zwei weiteren Stücken der Session vom 26. Februar 1969, die in der CD-Version des Albums angehängt wurden, ersetzte  Pianist Dave Burrell Walter Davis; der Bassist Walter Booker Ron Carter. Baritonsaxophonist Charles Davis kam hinzu; dieser hatte zuvor bei Sun Ra und bei Kenny Dorham gearbeitet. 
Das Ensemble, das Shepp mit The Way Ahead einführte, wurde zum Prototyp für das Quintett, das er Mitte der 1970er Jahre mit Charles Greenlee, Dave Burell, Cameron Brown und Beaver Harris bilden sollte und das viele Kompositionen von Moncur und Ellington verarbeitete.

## Editionsgeschichte
Das Material der Session vom Januar 1968 ist auf der Original-LP (AS-9170) enthalten. Bei der Veröffentlichung der CD wurde das Album um zwei weitere Stücke, die Moncur-Komposition „New Africa“ und „Bakai“ von Cal Massey in ähnlicher Besetzung ergänzt, die am 26. Februar 1969 entstanden und zunächst auf dem Archie Shepp-Album Kwanza (AS-9262) veröffentlicht wurden. 

## Die Titel
1. Damn If I Know (The Stroller)  (Walter Davis Jr.) (6:16)
2. Frankenstein  (Moncur) (13:50)
3. Fiesta  (Shepp) (9:54)
4. Sophisticated Lady  (Ellington) (7:08)
5. New Africa   (Moncur) (12:55) – CD-Edition
6. Bakai (Cal Massey) (10:04) – CD-Edition